# 卑弥呼 (ファッションブランド)
株式会社卑弥呼（ひみこ）は、東京都渋谷区神宮前に本社を置く婦人靴・バッグの企画、開発、卸売、小売販売を行う株式会社。

## 沿革

### 初代法人
- 1973年11月1日 - 創業。
- 1976年2月2日 - 株式会社卑弥呼設立。
- 1990年11月2日 - 株式を店頭登録。証券コードは9892。
- 2016年
  - 5月31日 - 株式会社リサ・パートナーズの完全子会社である合同会社HSHが、株式公開買付けにより98.71%の株式を取得し、同社及びリサ・パートナーズの子会社となる[2][3]。
  - 6月16日 - 上場廃止。
  - 10月1日 - 合同会社HSH（同日付で株式会社卑弥呼〈2代〉へ商号変更）へ吸収合併され、株式会社卑弥呼（初代）は解散[4]。

### 2代目法人
- 2016年
  - 2月15日 - 合同会社HSHとして設立[1]。
  - 10月1日 - 株式会社卑弥呼（初代）を吸収合併したと同時に、商号を株式会社卑弥呼（2代）へ変更。
- 2020年2月3日 - 事業を新設分割で設立した株式会社卑弥呼（3代）へ譲渡し、株式会社卑弥呼（2代）は株式会社HSHへ商号変更したと同時に、資産管理会社へ移行[5]。

### 3代目法人
- 2020年
  - 2月3日 - 設立。同時に、株式会社卑弥呼（2代）（同日付で株式会社HSHへ商号変更）から事業を譲受[1]。
  - 5月1日 - 株式譲渡に伴い、株式会社ダブルエーの完全子会社となる[1]。

## 展開シリーズ
- On Bleue
- On Rouge
- ON MUSTA
- ON SEPIA
- water massage
- on amari
- 卑弥呼RAIN